# Heinkel He 72
Le Heinkel He 72 est un avion militaire allemand développé durant l'entre-deux-guerres et massivement construit en série pendant l'époque nazie. Il fut l'un des premiers avions d'entraînement de la Luftwaffe et vola jusqu'à la fin de la Seconde Guerre mondiale.

## Historique

### Développement
C'est sur fonds propres qu'en 1932 Ernst Heinkel prit la décision de concevoir un avion de tourisme destiné aux aéroclubs allemands. Ses designers et ingénieurs aéronautiques travaillèrent alors sur un avion relativement simple, afin que la SDN ne puisse s'opposer à sa construction. En effet à l'époque la communauté internationale était très stricte quant au respect des interdictions de conceptions et de réalisations d'aéronefs potentiellement militaires en Allemagne. Il en allait des fondements même du Traité de Versailles de 1919.
L'équipe Heinkel travailla vite, si bien que le prototype de l'avion fut construit en quelques semaines. Il se présentait sous la forme d'un biplan monomoteur construit en bois entoilé et contreplaqué. Son cockpit biplace en tandem était à l'air libre. Par ailleurs l'avion possédait un train d'atterrissage classique fixe et une roulette de queue orientable. Celle-ci fut cependant pensée pour pouvoir être remplacé par un simple patin. La propulsion était assurée par un moteur en étoile Argus AS8B d'une puissance de 140 chevaux entraînant une hélice bipale en bois et métal.
C'est dans cette configuration que l'avion réalisa son premier vol en mars 1933. Il prend la désignation de Heinkel He 72.
Une version de série strictement identique au prototype est alors produite en tant que He 72A. Parmi les pilotes à voler dessus figure l'ancien as de la Première Guerre mondiale Theo Osterkamp qui l'utilisa comme avion personnel pendant quelques mois. Il le fera découvrir à son ami Ernst Udet qui impressionné par l'avion le recommandera auprès des responsables politiques allemands qui cherchent alors à faire renaître une aviation militaire allemande.
C'est donc en secret qu'une dizaine de He 72A sont livrés à Berlin pour des essais en vol mais aussi pour former l'embryon de l'entraînement aérien au sein de la Deutscher Luftverband, la DLV.
Ce sont justement les pilotes de la DLV qui demandent à Heinkel de développer une version plus puissamment motorisée de son biplan. Ainsi nait le He 72B motorisé par un Siemens Sh.14A (en) d'une puissance de 160 chevaux. Les qualités de vol de l'avion restent sensiblement les mêmes mais son rayon d'action est largement augmenté.
Par la suite Heinkel va également en développer une version à flotteurs pour l'entraînement des pilotes d'hydravions sous la désignation de He 72BW.
En 1934 une version améliorée, dotée de plusieurs améliorations aérodynamiques dont une casserole d'hélice et un profil NACA est développée sous la désignation de He 172. Ayant volé sous l'immatriculation D-EEHU cet avion demeura sans suite.

### En service
En 1935 le Heinkel He 72 était l'avion d'entraînement basique standard en service dans la Luftwaffe. il avait donc pour mission de faire découvrir aux futurs aviateurs les domaines du vol, avant leur passage sur un avion plus évolué, dit d'entraînement intermédiaire ou avancé. À partir de 1939 il était avec le Bücker Bü 131 et le Focke-Wulf Fw 44 le seul biplan d'entraînement de base en Allemagne nazie.
À l'instar de ce dernier il forma l'intégralité des futurs pilotes allemands. Mais moins maniable que l'avion de Focke-Wulf il fut relégué dès 1942 à des missions d'entraînement secondaires. Toutefois certains avions furent utilisés par la Luftwaffe pour des missions autres que la formation aérienne. Ainsi des He 72 furent engagés comme avions de liaisons, de communications, voire d'observation. Cependant cette dernière mission fut surtout marginale, et eut principalement lieu sur le front de l'Est.
En 1945 lorsque l'Allemagne capitula plusieurs centaines de He 72 étaient encore en état de vol dans la Luftwaffe. Il s'agissait principalement de He 72B, et de He 72A anciennement civils, mais réquisitionnés dès septembre 1939.
Mais le Heinkel He 72 n'a pas servi qu'en Allemagne. Des appareils furent livrés à la Bulgarie, en même temps que d'autres aéronefs allemands, ou bien saisis dans les territoires passés sous contrôle allemand. Les pilotes bulgares utilisèrent cet avion jusqu'à la fin de la guerre. En 1945 la force aérienne tchécoslovaque mit en service une vingtaine de He 72B saisis sur son territoire, et qu'elle utilisa jusqu'en 1956 pour l'entraînement primaire, mais aussi le remorquage de planeurs.

## Versions
- Heinkel He 72 : Désignation attribuée au prototype propulsé par un moteur en étoile Argus d'une puissance de 140 chevaux.
  - Heinkel He 72A : désignation attribuée à la première version de série destinée aux marchés civils et militaire et identique au prototype.
  - Heinkel He 72B : Désignation attribuée à la seconde version de série destinée au marché militaire et propulsée par un moteur en étoile Siemens d'une puissance de 160 chevaux.
    - Heinkel He 72B1 : Désignation attribuée aux appareils de série du He 72B construits dans l'usine Heinkel de Warnemünde.
    - Heinkel He 72B2 : Désignation attribuée aux appareils de série du He 72B construits dans l'usine Heinkel de Rostock.
    - Heinkel He 72B3 : Désignation attribuée à une courte série de He 72B destinée au marché civil.
    - Heinkel He 72BW : Désignation attribuée à une série de He 72B transformés en hydravions à flotteurs.
- Heinkel He 172 : Désignation attribuée au prototype d'une version améliorée demeuré sans suite.

### Avions similaires
Voici quelques avions similaires au Heinkel He 72, en termes de mission et d'époque.
- de Havilland DH.82 Tiger Moth
- Morane-Saulnier MS.230
- Polikarpov Po-2
- Stampe & Vertongen SV-4